# BMW E34
BMW E34 (eller BMW 5-serie) är en personbil, tillverkad av den tyska biltillverkaren BMW mellan 1987 och 1996.

## BMW E34
Den tredje generationens 5-serie lanserades i början av 1988. De första åren fanns bilen endast med sexcylindrig motor, inklusive M5:an, men från 1990 fanns även 518i med fyrcylindrig motor. Våren 1990 uppdaterades de mindre sexorna med fyrventilstoppar, och 1993 uppgraderades sexorna med VANOS. Hösten 1992 tillkom modellerna 530i och 540i med V8-motor.
Hösten 1991 introducerades Touring-modellen, den första kombin i 5-serien. E34:an fanns också med fyrhjulsdrift med modellen 525iX.

## Motor
| Modell | Årsmodell | Motor                    | Cylindervolym | Effekt | Bränslesystem      | Förbrukning  | 0–100 km/h      | Anmärkning   |
| ------ | --------- | ------------------------ | ------------- | ------ | ------------------ | ------------ | --------------- | ------------ |
| 520i   | 1988-90   | M20: 6-cyl radmotor SOHC | 1991 cm³      | 129 hk | Bränsleinsprutning | 1.08 l/mil   | 11.9 sek (13.9) |              |
| 524td  | 1988-91   | M21: 6-cyl radmotor SOHC | 2443 cm³      | 115 hk | Turbodiesel        | -            | 12.9 sek        |              |
| 525i   | 1988-90   | M20: 6-cyl radmotor SOHC | 2494 cm³      | 170 hk | Bränsleinsprutning | 1.0 l/mil    | 9.5 sek         |              |
| 530i   | 1988-90   | M30: 6-cyl radmotor SOHC | 2986 cm³      | 188 hk | Bränsleinsprutning | 1.14 l/mil   | 8.6 sek         |              |
| 535i   | 1988-93   | M30: 6-cyl radmotor SOHC | 3430 cm³      | 211 hk | Bränsleinsprutning | 1.13 l/mil   | 7.7 sek         |              |
| M5     | 1989-93   | S38: 6-cyl radmotor DOHC | 3535 cm³      | 315 hk | Bränsleinsprutning | 1.47 l/mil   | 6.3 sek         |              |
| 518i   | 1990-93   | M40: 4-cyl radmotor SOHC | 1796 cm³      | 115 hk | Bränsleinsprutning | 0.87 l/mil   | 12.8 sek        | Exportmodell |
| 520i   | 1991-97   | M50: 6-cyl radmotor DOHC | 1991 cm³      | 150 hk | Bränsleinsprutning | 0.96 l/mil   | 10.6 sek        |              |
| 525i   | 1991-97   | M50: 6-cyl radmotor DOHC | 2494 cm³      | 192 hk | Bränsleinsprutning | 0.99 l/mil   | 8.6 sek         |              |
| 525tds | 1992-96   | M51: 6-cyl radmotor SOHC | 2497 cm³      | 143 hk | Turbodiesel        | 0.69 l/mil   | 11 sek          |              |
| M5     | 1992-95   | S38: 6-cyl radmotor DOHC | 3795 cm³      | 340 hk | Bränsleinsprutning | 1.39 l/mil   | 5.9 sek         |              |
| 530i   | 1993-96   | M60: 8-cyl V-motor DOHC  | 2997 cm³      | 218 hk | Bränsleinsprutning | 1.07 l/mil   | 7.7 sek         |              |
| 540i   | 1993-96   | M60: 8-cyl V-motor DOHC  | 3982 cm³      | 286 hk | Bränsleinsprutning | (1.15) l/mil | (6.8) sek       |              |
| 518i   | 1994-97   | M43: 4-cyl radmotor SOHC | 1796 cm³      | 115 hk | Bränsleinsprutning | -            | -               |              |
| 518g   | 1994-96   | M43: 4-cyl radmotor SOHC | 1796 cm³      | 105 hk | Bränsleinsprutning | -            | -               | CNG          |
| 525td  | 1994-96   | M51: 6-cyl radmotor SOHC | 2497 cm³      | 115 hk | Turbodiesel        | -            | -               |              |

## Bilder

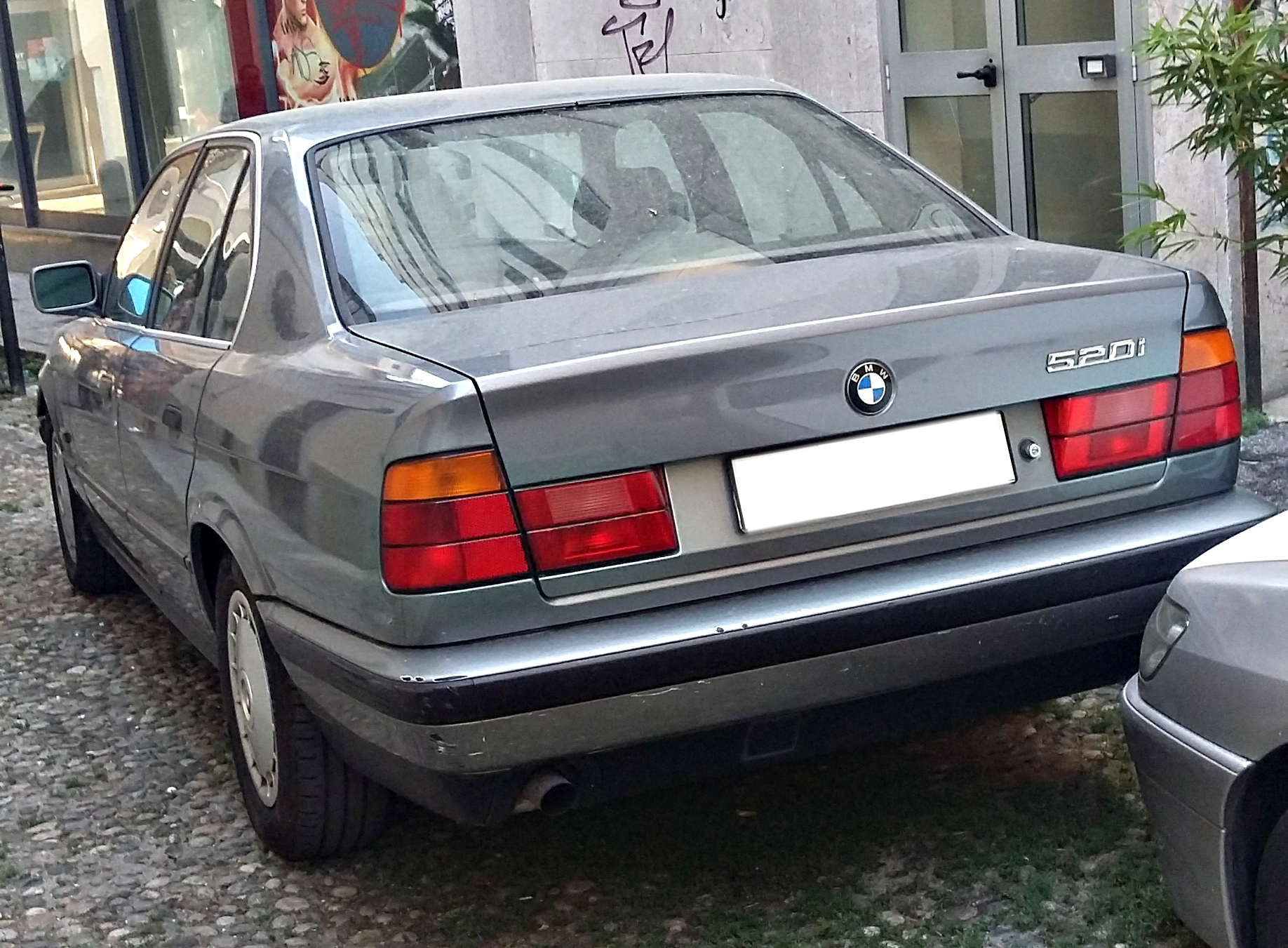
BMW E34 bakre
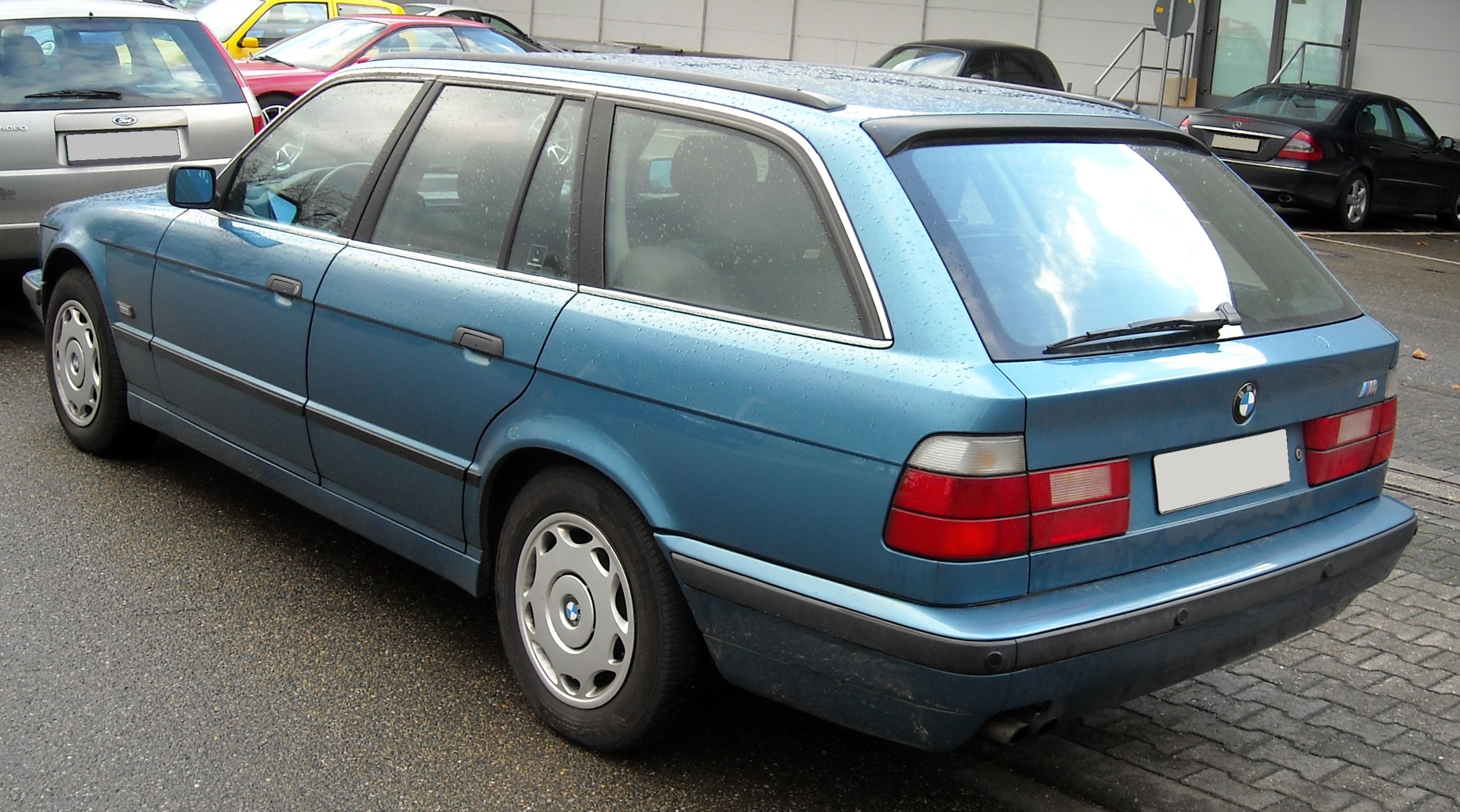
BMW E34 Touring.